# Genuri
Genuri ist eine italienische Gemeinde (comune) mit 299 Einwohnern (Stand 31. Dezember 2023) auf Sardinien in der Provinz Medio Campidano. Die Gemeinde liegt etwa 20 Kilometer nordnordöstlich von Sanluri und etwa 35,5 Kilometer nordöstlich von Villacidro und grenzt unmittelbar an die Provinz Oristano.